# Ardisia hokouensis
Ardisia hokouensis är en viveväxtart som beskrevs av Yuen P. Yang. Ardisia hokouensis ingår i släktet Ardisia och familjen viveväxter. Inga underarter finns listade i Catalogue of Life.